# Arthroleptis taeniatus
Arthroleptis taeniatus és una espècie de granota que viu al Camerun, República Centreafricana, República Democràtica del Congo, Guinea Equatorial, Gabon i, possiblement també, a Angola i la República del Congo.
Està amenaçada d'extinció per la pèrdua del seu hàbitat natural.